# SS Traffic
El SS Traffic fue un transbordador de la White Star Line, el segundo barco de la empresa con este nombre. Era la nave gemela del SS Nomadic, y jugó un papel importante en la historia del Titanic, teniendo en cuenta que fue construido para servir como transbordador a los transatlánticos de lujo de la clase Olympic.

## Historia

### Construcción y puesta en servicio
El Traffic fue construido en el astillero Harland and Wolff de Belfast (Irlanda del Norte). La construcción del barco se inició el 22 de diciembre de 1910 (con el número de construcción 423), y fue botado al mar el 27 de abril de 1911, dos días después de la botadura del Nomadic. Terminada su construcción, realizó sus pruebas de mar el 18 de mayo de 1911, y fue entregado a la White Star Line el  día 27. Junto con el Nomadic, fue usado como transbordador para el pasaje del Olympic y del Titanic en Cherburgo (Francia). Al contrario que el Nomadic, el cual transportaba exclusivamente pasajeros de primera y segunda clase más el correo, el Traffic solamente transportaba pasajeros de la tercera clase más los equipajes de esta clase y los equipajes y bagajes de la primera y segunda clase. 
El 10 de abril de 1912, el Traffic estando en Cherburgo llevó a algunos pasajeros de tercera clase al infortunado Titanic en su viaje inaugural.

### Primera Guerra Mundial y posguerra

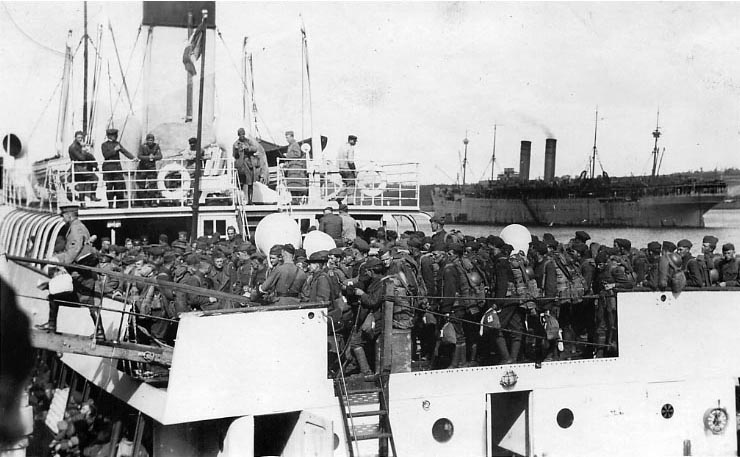
El Traffic en Brest, Francia.

Durante la I Guerra Mundial, el barco fue requisado por la Royal Navy en 1917, que lo destinó al transporte de tropas.
En 1927 fue vendido a la Société Cherbourgeoise de Transbordement. Durante este período, colisionó con el RMS Homeric, de la White Star Line en 1929. Fue reparado rápidamente y las hélices fueron cambiadas con el fin de darle una mejor maniobrabilidad al barco. Sin embargo, en diciembre de ese mismo año se produjo una segunda colisión, esta vez con el SS Minnewaska de la Atlantic Transport Line. 
Al año siguiente, el Traffic fue vendido a la Société Cherbourgeoise de Remorquage et de Sauvetage (SCSR) y fue renombrado Ingenieur Riebell.

### Segunda Guerra Mundial: hundimiento
Durante la II Guerra Mundial, cuando el ejército alemán invadió Francia, el 17 de junio de 1940 fue hundido en Cherburgo por la Marina Francesa para intentar bloquear el paso a los alemanes, pero acabó siendo reflotado y capturado por parte de la Alemania nazi. El Ingenieur Riebell fue utilizado por la Kriegsmarine como buque costero armado, hasta que fue torpedeado y hundido de nuevo el 17 de enero de 1941 por un submarino de la Royal Navy en el Canal de la Mancha.                                       
En marzo de ese mismo año, el barco fue reflotado y remolcado al puerto de Cherburgo, donde fue desmantelado y vendido como chatarra.